# 大槻有沙
大槻 有沙（おおつき ありさ、1994年3月16日 - ）は、日本のフリーアナウンサー。
愛知県名古屋市出身。聖霊高等学校、南山大学人文学部日本文化学科を卒業後、2016年4月に、静岡放送（SBS）に入社。2021年12月31日、退社。

## 人物
大学1年生の時、愛知県瀬戸市主催の「ミスせともの2012」、2年生の時には愛知県知立市主催の「第49回ミスかきつばた」に選ばれていて、知立名物、藤田屋の大あんまきのポスターにもなっている。
2019年7月1日放送の『鉄崎幹人のWASABI』内にて結婚、入籍を発表。(相手はSBSアナウンサーの小嶋健太だが発表はしていない。）
2021年12月13日、10時15分『鉄崎幹人のWASABI』内にて、今月末で静岡放送（SBS）を退社する旨を発表。また同月17日放送のSBSテレビ『Soleいいね!』内にて、番組からの卒業も発表した。
2017年4月より『鉄崎幹人のWASABI』のパートナーをつとめていたが、2022年2月1日、放送1000回の節目で番組を卒業。当日は同番組で大槻有沙卒業スペシャルを放送。
現在は美容家として活動。

## 経歴
- 2017年8月19日・20日に、駿府城公園で開催されるイベント「超ドSフェスタしずおか」（18年ぶりに復活した「フェスタしずおか」）を盛り上げるためとして、SBSアナウンサーである高木萌香との2人によるアイドルユニット「ら・フェスタ」を結成。PR大使としてCD『しずおかより愛を込めて』[3]を販売。カップリング曲の『フェスタ・ダ・モンデ』[4]も収録。オリコン１位を目指した。フェスタ特任大使を務めた音楽プロデューサー小室哲哉の他、フェスタ最多出場を誇る八代亜紀、西城秀樹、などと同じステージで２日間披露。

- 鉄崎幹人 (「鉄崎幹人のWASABI」パーソナリティー)と音楽ユニット「ゴリラ&ペンギンズ(通称ゴリペン)」を組み、イベントなどでライブ活動を行っている。2018年9月16日、静岡市葵区瀬名「ぼら鳥」にてゴリペンとして初の単独ライブを行った。

- 2019年8月17～18日に行われた、SBS主催「駿府城夏祭り〜水祭」のPRを行う水祭PR'zのメンバーをつとめた。

- 同「水祭」会場にて「ゴリペン」のデビュー曲となるCDシングルを限定発売。曲名は『終わらない旅』カップリング曲は『Unfaithful』

## 出演

### テレビ番組

#### 過去
- soleいいね! （〜2021年12月24日、静岡放送 SBSテレビ）
- 静岡発そこ知り[2] - 不定期出演
- 超ドSナイト (SBSテレビ)
- 静岡新聞ニュース

### ラジオ番組

#### 過去
- 鉄崎幹人のWASABI - 月曜・火曜パートナー[2] （2017年4月3日〜2022年2月1日、SBSラジオ）
- 大槻有沙のアナらじ (SBSラジオ)
- 静岡新聞ニュース